# Akinfi Demidov

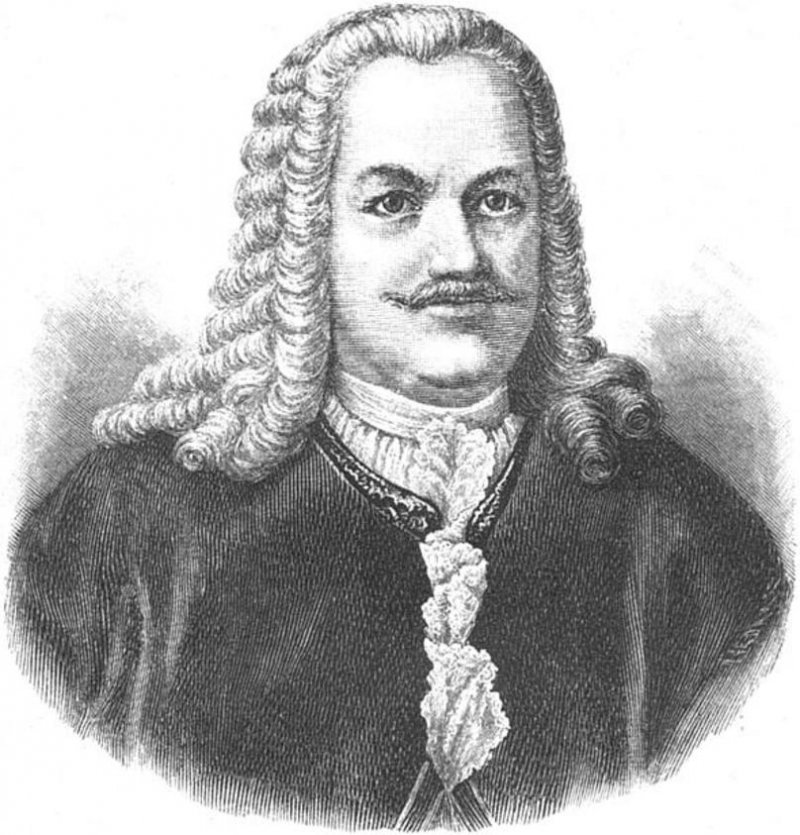
Akinfi Demidov

Akinfi Nikititsj Demidov (Russisch: Акинфий Никитич Демидов) (Toela, 1678 - 5 augustus 1745) was een industrieel ondernemer. Van de zonen van Nikita Demidov was hij de oudste en meest succesvolle. Hij breidde het imperium van de Demidovs uit met fabrieken en goud-, zilver- koper en tinmijnen in de Oeral en Siberië. Van Peter de Grote kreeg de familie een enorm gebied in de Oeral, als dank voor hun diensten. Akinfi zette er het werk van zijn vader voort. Hij opende de eerste fabriek in Nevjansk in 1702, waarvanuit hij meerdere fabrieken opende. Rond deze fabrieken ontstonden werknederzettingen, die vaak uitgroeiden tot steden, zoals Nizjni Tagil. 
In de Altai was hij mede verantwoordelijk voor de stichting van Barnaoel. Hij opende er mijnen en bronssmelterijen in 1730 en vond er, na onderzoek in het gebergte in verband met vondsten van zilveren voorwerpen uit oude culturen, later ook een rijke zilverertslaag. De staat Rusland had toen echter geen grote zilverertslagen en deze ontdekking zorgde ervoor dat Demidov zijn fabrieken en mijnen moest overdragen aan tsarina Elisabeth I op 1 mei 1747, waarna Barnaoel ontstond rond de zilvermijnen.
Akinfi liet bij zijn dood 25 fabrieken na en had toen meer dan 38.000 werknemers (knechten). Hij kreeg twee zonen: Prokofi en Nikita. De eerste was zeer extravagant en deed veel aan liefdadigheid. De tweede was een wetenschapper en reiziger met veel bezittingen in zowel Zuid- en Centraal-Rusland als in Italië. Hij correspondeerde regelmatig met de Franse filosofen Denis Diderot en Voltaire.
Een van de merkwaardigste zaken die hij heeft nagelaten is de scheve toren van Nevjansk.